# Lê Bá Thảo
Lê Bá Thảo (18 tháng 4 năm 1923 – 2000) là Giáo sư địa lý người Việt Nam. Ông được truy tặng Giải thưởng Hồ Chí Minh về lĩnh vực Khoa học tự nhiên năm 2010.

## Tiểu sử
Lê Bá Thảo sinh trưởng trong một gia đình công chức. Ông từng theo học trường Providence, một ngôi trường được giảng dạy bằng tiếng Pháp ở Huế, trong thời gian này ông đã được học và sử dụng một cách thuần thục tiếng Anh, tiếng Pháp, tiếng Latinh và tiếng Hy Lạp. Sau đó, Lê Bá Thảo đậu tú tài triết học rồi theo học y khoa từ năm 1944 ở Đại học Đông Dương tại Hà Nội trong khoảng thời gian gần hai năm trước khi Toàn quốc kháng chiến bùng nổ. Ông tự nguyện gia nhập quân đội, phục vụ trong chi đội Giải phóng quân và tham gia cướp chính quyền ở Huế. Một thời gian sau ông được bổ nhiệm làm Trưởng ban Thông tin liên lạc thành phố Huế và Trưởng ban Thông tin quân sự khu 4 và mặt trận Lào. Cuối năm 1946, Lê Bá Thảo được cử làm Trưởng ban Địa đồ ở khu 4 với nhiệm vụ khảo sát và thiết kế con đường chiến lược để nối liền khu 4 và khu 3 từ Yên Lạc (Nho Quan) đến Phố Cát (Thanh Hóa). Ông đã cùng với ba đồng sự làm việc trong điều kiện hạn chế về mặt kiến thức cũng như phương tiện kỹ thuật, tất cả chỉ dựa vào những hiểu biết mà ông có được trong thời gian còn làm hướng đạo sinh. Cuối năm 1947, ông được lệnh ra Việt Bắc, được giao trọng trách Tham chính Văn phòng Bộ Quốc phòng, sau đó là phái viên tham mưu của Sư đoàn 308 tham gia chiến dịch Cao – Bắc – Lạng.
Sau chiến dịch Biên giới, Lê Bá Thảo được điều sang làm giáo viên dạy tiếng Anh và địa lý tại Khu học xá Nam Ninh, Trung Quốc. Ngày 8 tháng 3 năm 1955, ông tổ chức lễ cưới với bà Nguyễn Giang Tiến, người từng là học trò của ông, ngay tại khu học xá. Cuối năm 1956, ông được phân công giảng dạy ở trường Đại học Sư phạm Hà Nội. Sau khoảng thời gian giảng dạy tại trường, Lê Bá Thảo sang đại học Lomonosov để thực tập và nghiên cứu địa lý. Trở về nước, ông bắt đầu viết những công trình nghiên cứu và đề tài khoa học. Sau tháng 4 năm 1975, trong cuộc tổng điều tra cơ bản các vùng lãnh thổ của Nhà nước, ông được giao làm cố vấn khoa học, rồi chủ nhiệm các công trình nghiên cứu Tây Bắc, đồng bằng sông Hồng và Tây Nguyên. Từ sau Đổi mới, đây là giai đoạn Lê Bá Thảo hoạt động tích cực và hiệu quả với sự ra đời của nhiều quyển sách có giá trị trong lĩnh vực địa lý. Đáng chú ý nhất là quyển Việt Nam, lãnh thổ và các vùng địa lý đã gây được tiếng vang ở Paris ngay khi phiên bản tiếng Pháp ra đời. Trên tờ AFRASE số 47 năm 1998 của Hiệp hội Nghiên cứu về Đông Nam Á của Pháp, nữ giáo sư Manuelle Franck tại INALCO (Viện Nghiên cứu Ngôn ngữ và Văn minh Phương Đông quốc gia Pháp) khẳng định: “Đây là cuốn sách vượt hẳn lên mọi cuốn sách địa lý Việt Nam đã được xuất bản đến hôm nay”.
Ông còn đảm đương chức vụ Chủ tịch Hội Địa lý Việt Nam và Chủ tịch Bộ môn Địa lý thuộc Bộ Giáo dục và Đào tạo. Lê Bá Thảo mất vào năm 2000. Năm 2010, ông đã được nhà nước Việt Nam truy tặng Giải thưởng Hồ Chí Minh về lĩnh vực khoa học tự nhiên với cụm công trình Thiên nhiên lãnh thổ và các vùng địa lý Việt Nam. Hội đồng cấp Nhà nước xét tặng giải thưởng Hồ Chí Minh đã đánh giá cụm công trình có những thành tựu khoa học đặc biệt xuất sắc.

## Sách đã xuất bản
- Miền núi và con người (1970)
- Thiên nhiên Việt Nam (1977)
- Cơ sở địa ký tự nhiên (1983–1984)
- Địa lý đồng bằng sông Cửu Long (1986)
- Tổ chức đồng bằng sông Hồng và tuyến trọng điểm (1994)
- Tổ chức lãnh thổ Việt Nam (1996)
- Việt Nam, lãnh thổ và các vùng địa lý (1998) – Nhà xuất bản Thế giới, in bằng bốn thứ tiếng: tiếng Anh, tiếng Pháp, tiếng Hoa và tiếng Việt

## Cuộc sống cá nhân
Bà Nguyễn Giang Tiến, vợ của Lê Bá Thảo, từng là học trò của ông trong thời gian ông giảng dạy tiếng Anh ở khu học xá Nam Ninh. Từng có quy định cấm yêu đương ở khu học xá, và đám cưới của hai người đã chính thức xóa bỏ luôn lệnh cấm đó. Tuy nhiên, sau đám cưới một thời gian, ông và vợ vẫn không sống chung với nhau như vợ chồng mặc dù cả hai vẫn ở cùng khu học xá.
Năm 1979, khi vợ ông làm luận án Phó tiến sĩ, chính Lê Bá Thảo là giáo viên hướng dẫn phụ và đích thân ông đã dịch một số sách tiếng Nga ra tiếng Việt để bà dùng làm tài liệu tham khảo.

## Đánh giá
Theo đánh giá của nhiều người, Lê Bá Thảo là một người thẳng thắn, giản dị và nhân hậu nhưng vẫn có một chút kiêu ngạo. Về công việc, ông đã có bước đột phá trong việc phát triển và biến đổi căn bản phương hướng nghiên cứu địa lý học Việt Nam từ một môn khoa học mô tả thiên nhiên biến thành một môn khoa học hướng dẫn hành động và được ứng dụng trong thực tiễn.
Ngoài ra, theo Giáo sư Nguyễn Lân Dũng, một học trò của ông, Lê Bá Thảo có khả năng vẽ bản đồ bằng cả hai tay một lúc và thông thạo đến 5 ngoại ngữ: tiếng Anh, tiếng Pháp, Tiếng Nga, tiếng Latinh và tiếng Hy Lạp cổ.